# Keynote (presentationsprogram)
Keynote är ett presentationsprogram från Apple som ingår i kontorspaketet Iwork.
Avsikten med Keynote är att skapa bildspel och presentera datorgrafik i hög kvalitet. Programmet levereras med flera färdiga mallar och är nära sammanknutnet med Apples programsvit Iwork. Det kan jämföras med Microsofts konkurrerande program Powerpoint.